# Луг (митологија)
Луг (Лугос, Лугус) је келтско божанство, а можда чак и врховни бог свих Келта.

## Митологија
У ирским и британским легендама описиван је као млад, снажан и леп бог који поседује оружје којим уништава непријатеље људи и богова; чаробно копље и огромну праћку. Најпознатији мит је о његовом доласку међу народ богиње Дане. На челу тог народа се налазио Нуада, који га је примио на свој двор тек када се уверио да је Луг упућен у све вештине заната. Заједно са народом богиње Дане, учествовао је у припремама за борбу са Фоморијанима, а пред саму одлучујућу битку Нуада му је чак уступио свој престо.

## Култ и утицај
У келтској митологији Луг је заштитник трговине и занатства, првенствено металургије. У Ирској је сматран проналазачем свих вештина, мудрацем и песником. Заштитник је и путева и путника. По њему је назван Лион (Лугдунум), а и многи утврђени келтски градови називају се тврђава Луга. У Галији је имао светилишта у свим утврђеним градовима, док су га у Ирској славили на врховима брда. У његову част светкован је празник Лугнасад. У римско доба је на споменицама приказиван са кадуцејем и кесом новца у рукама, често у друштву са богињом Мајом или Розмертом. Касније је изједначен са Меркуром. У велшком предању Луг се назива Леу Лау Гивес.